# Kostelany
Ne doit pas être confondu avec Kostelany nad Moravou.
Kostelany (en allemand : Kostelan, précédemment : Kostellan) est une commune du district de Kroměříž, dans la région de Zlín, en République tchèque. Sa population s'élevait à 653 habitants en 2025.

## Géographie
Kostelany se trouve à 10 km au sud du centre de Kroměříž, à 21 km à l'ouest-sud-ouest de Zlín, à 57 km à l'est de Brno et à 234 km à l'est-sud-est de Prague.
La commune est limitée par Kroměříž au nord, par Lubná à l'est, par Košíky et Jankovice au sud, et par Roštín, Zdounky et Soběsuky à l'ouest.

## Histoire
La première mention écrite de la localité date de 1422.

## Transports
Par la route, Kostelany se trouve à 12 km de Kroměříž, à 30 km de Zlín, à 70 km de Brno et à 281 km de Prague.

## Administration
La commune se compose de trois sections :
- Kostelany
- Lhotka
- Újezdsko